# Whonkentia Indijanci
Whonkentia (Whonkenti) /značenje imena nepoznato/, pleme američkih Indijanaca porodice Siouan naseljeno u ranom 17. stoljeću na gornjem toku rijeke Rappahannock na području današnjeg okruga Fauquier u Virginiji. Whonkentia i njihovi susejdi iz istog okruga, Tanxnitania, bili su plemena plemenskog saveza Manahoac. 